# Maxan Creek
Maxan Creek är ett vattendrag i Kanada.   Det ligger i provinsen British Columbia, i den centrala delen av landet, 3 700 km väster om huvudstaden Ottawa. Maxan Creek ligger vid sjön Bulkley Lake.
I omgivningarna runt Maxan Creek växer i huvudsak barrskog. Trakten runt Maxan Creek är nära nog obefolkad, med mindre än två invånare per kvadratkilometer.